# Baginda
Baginda is een bestuurslaag in het regentschap Sumedang van de provincie West-Java, Indonesië. Baginda telt 4264 inwoners (volkstelling 2010).